# Prospekt de Stepán Bandera (Kiev)
El prospekt de Stepán Bandera (ucraniano: Проспект Степана Бандери, transliterado como Prospekt Stepana Bandery), literalmente «Avenida de Stepán Bandera» — es una de las calles o arterias de la capital ucraniana de Kiev, situada en el Raión de Obolón.
Comienza en la calle de Olena Teliga y termina al lado del Puente Moskovskiy. Anteriormente el prospekt de Stepán Bandera tenía el nombre «Moskovskiy prospekt» (traducido como «Avenida de Moscú») y «prospekt Krasniy Kozakov» (traducido como «Avenida de los Cosacos Rojos»).
- Datos: Q4304254
- Multimedia: Stepan Bandera Avenue, Kyiv / Q4304254